# Contrazione delle lunghezze
In fisica la contrazione delle lunghezze, prevista dalla teoria della relatività ristretta, è la riduzione della misura della dimensione di un oggetto nella direzione del suo moto rettilineo uniforme rispetto a un osservatore. Tale riduzione risulta significativa per velocità paragonabili alla velocità della luce.
Viene anche chiamata contrazione di Lorentz-FitzGerald perché ipotizzata per la prima volta, seppur con significato diverso, dagli studiosi Hendrik Lorentz e George Francis FitzGerald.

contrazione delle lunghezze

## Storia
La prima idea di contrazione delle lunghezze fu la contrazione di Lorentz-FitzGerald, proposta da George Francis FitzGerald e indipendentemente approfondita ed estesa da Hendrik Lorentz per spiegare il risultato negativo dell'esperimento di Michelson-Morley, che tentava di riconoscere il moto relativo della Terra rispetto all'etere.
Dopo aver letto un articolo di Oliver Heaviside, che mostrava che i campi  elettrico e magnetico erano deformati dal moto, FitzGerald dedusse che similmente, quando un corpo si muove attraverso lo spazio, subisce una deformazione causata dal movimento e che questo può spiegare il risultato nullo dell'esperimento. FitzGerald suggerì la contrazione in una lettera del 1889 a Science, che rimase inosservata finché nel 1892 Lorentz sostenne che un simile effetto potesse essere previsto basandosi sulla teoria elettromagnetica e sulla teoria elettronica della materia. Lorentz asserì che quando un corpo si muove attraverso lo spazio la sua dimensione parallela alla traiettoria si riduce di una quantità dipendente dalla velocità: se la velocità del corpo è {\displaystyle v} e la velocità della luce {\displaystyle c}, la contrazione è nella proporzione
{\displaystyle 1:{\sqrt {1-v^{2}/c^{2}}}}
Per la Terra, che si muove a circa 30 km/s, la contrazione risulterebbe essere circa di una parte su 200 000 000, che si traduce in circa 6 cm sul diametro del pianeta. Questo piccolo cambiamento poteva dare ragione del risultato negativo dell'esperimento di Michelson e Morley, comportando che la sorgente della luce e lo specchio siano più vicini quando sono disposti lungo la direzione del moto della Terra.
La contrazione, con un fondamento teorico rigoroso e del tutto diverso, entrò successivamente a far parte della relatività ristretta, come conseguenza del secondo postulato della teoria che stabilisce la costanza della velocità della luce.

## Descrizione
Nella relatività ristretta la formula della misura della lunghezza di un oggetto in moto rispetto a un osservatore è (componente per componente):
{\displaystyle L={\frac {L_{p}}{\gamma (v)}}=L_{p}{\sqrt {1-v^{2}/c^{2}}}}
dove
{\displaystyle L_{p}} è la lunghezza propria (la lunghezza misurata da un osservatore in quiete rispetto all'oggetto),
{\displaystyle L} è la lunghezza misurata da un osservatore in moto relativo rispetto all'oggetto,
{\displaystyle v} è la velocità relativa tra l'osservatore e l'oggetto
{\displaystyle c} è la velocità della luce.
e 
{\displaystyle {\frac {1}{\sqrt {1-v^{2}/c^{2}}}}\ }.
è il fattore di Lorentz
Va notato che il fattore di Lorentz è sempre maggiore o tutt'al più uguale a 1 e che per lunghezza ci si riferisce alla dimensione dell'oggetto parallela alla direzione del moto. Inoltre, per l'osservatore in moto relativo rispetto all'oggetto la lunghezza è calcolata sottraendo le distanze delle estremità misurate simultaneamente. Per conversioni più generali vedere le trasformazioni di Lorentz.
Un osservatore a riposo che guarda un oggetto che si sposta idealmente alla velocità della luce dovrebbe vedere la sua dimensione nella direzione del moto uguale a zero, il che suggerisce, anche indipendentemente da altre ragioni, che un oggetto dotato di massa non può raggiungere tale velocità.

## Derivazione
La contrazione della lunghezza può essere ricavata semplicemente dalle trasformazioni di Lorentz.
In un sistema di riferimento inerziale {\displaystyle S'}, {\displaystyle x_{1}^{'}} e {\displaystyle x_{2}^{'}} sono gli estremi di un oggetto di lunghezza {\displaystyle L_{0}^{'}}, a riposo rispetto ad {\displaystyle S'}. Le coordinate in {\displaystyle S'} sono collegate a quelle in {\displaystyle S} dalle trasformazioni di Lorentz come segue:
{\displaystyle x_{1}^{'}={\frac {x_{1}-vt_{1}}{\sqrt {1-v^{2}/c^{2}}}}\,\,} e {\displaystyle \,\,x_{2}^{'}={\frac {x_{2}-vt_{2}}{\sqrt {1-v^{2}/c^{2}}}}.}
Dato che questo oggetto si sta muovendo in {\displaystyle S}, la sua lunghezza {\displaystyle L} deve essere misurata determinando simultaneamente la posizione dei suoi estremi, perciò assumeremo {\displaystyle t_{1}=t_{2}\,}. Dato che {\displaystyle L=x_{2}-x_{1}\,} e {\displaystyle \,L_{0}^{'}=x_{2}^{'}-x_{1}^{'}}, otterremo
(1) {\displaystyle L_{0}^{'}={\frac {L}{\sqrt {1-v^{2}/c^{2}}}}.}
Quindi la lunghezza misurata in {\displaystyle S} è data da
(2) {\displaystyle L=L_{0}^{'}\cdot {\sqrt {1-v^{2}/c^{2}}}.}
In accordo con il secondo il principio di relatività, oggetti che sono a riposo in {\displaystyle S} dovranno accorciarsi per {\displaystyle S'}. In questo caso la trasformazione di Lorentz sarà la seguente:
{\displaystyle x_{1}={\frac {x_{1}^{'}+vt_{1}^{'}}{\sqrt {1-v^{2}/c^{2}}}}}     e    {\displaystyle x_{2}={\frac {x_{2}^{'}+vt_{2}^{'}}{\sqrt {1-v^{2}/c^{2}}}}.}
Per il requisito di simultaneità {\displaystyle t_{1}^{'}=t_{2}^{'}\,} e ponendo {\displaystyle L_{0}=x_{2}-x_{1}\ } e {\displaystyle L^{'}=x_{2}^{'}-x_{1}^{'}}, otteniamo dunque:
(3) {\displaystyle L_{0}={\frac {L^{'}}{\sqrt {1-v^{2}/c^{2}}}}.}
Quindi la lunghezza misurata da {\displaystyle S'} è data da:
(4) {\displaystyle L^{'}=L_{0}\cdot {\sqrt {1-v^{2}/c^{2}}}.}
Dunque la (1) e la (3) forniscono la lunghezza propria quando è nota la lunghezza contratta, mentre le (2) e (4) forniscono quella contratta quando è nota la lunghezza propria.
Per capire meglio quanto avviene è opportuno usare il formalismo matriciale: nel sistema {\displaystyle S^{'}} in cui l'oggetto è a riposo, possiamo misurare la sua lunghezza misurando la distanza spaziale di due eventi nello spazio tempo che identificano le posizioni degli estremi dell'oggetto:
{\displaystyle x_{1}'={\begin{pmatrix}0\\0\\0\\0\end{pmatrix}}\qquad x_{2}'={\begin{pmatrix}ct_{1}\\0\\0\\L'\end{pmatrix}}}
Poiché l'oggetto è a riposo in questo sistema di riferimento, possiamo anche considerare gli eventi {\displaystyle x_{1}'} e {\displaystyle x_{2}'} misurati in
tempi diversi (in questo sistema la posizione dell'oggetto non dipende dal tempo). La stessa cosa non vale per il sistema {\displaystyle S}, in cui l'oggetto
si sta muovendo con velocità {\displaystyle -{\vec {v}}}. In {\displaystyle S} occorre che gli eventi {\displaystyle x_{1}} e {\displaystyle x_{2}} siano simultanei per ottenere
una corretta misura della lunghezza:
{\displaystyle x_{1}=\Lambda x_{1}'\qquad x_{2}=\Lambda x_{2}'}
La matrice {\displaystyle \Lambda } rappresenta il cambiamento di sistema di riferimento (matrice di Lorentz):
{\displaystyle \Lambda ={\begin{pmatrix}\gamma &0&0&-\beta \gamma \\0&1&0&0\\0&0&1&0\\-\beta \gamma &0&0&\gamma \end{pmatrix}}}
Eseguendo il prodotto righe per colonne calcoliamo gli eventi nel sistema di riferimento nuovo {\displaystyle S} in cui l'oggetto è in moto:
{\displaystyle x_{1}={\begin{pmatrix}0\\0\\0\\0\end{pmatrix}}\qquad x_{2}={\begin{pmatrix}\gamma ct_{1}-\beta \gamma L'\\0\\0\\-\beta \gamma ct_{1}+\gamma L'\end{pmatrix}}}
Poiché i due eventi devono essere simultanei dobbiamo imporre che la componente temporale di {\displaystyle x_{2}} sia nulla:
{\displaystyle \gamma ct_{1}-\beta \gamma L'=0}
{\displaystyle t_{1}={\frac {\beta L'}{c}}}
Sostituendo nella quarta componente di {\displaystyle x_{2}} otteniamo:
{\displaystyle x_{2}={\begin{pmatrix}0\\0\\0\\-\beta ^{2}\gamma L'+\gamma L'\end{pmatrix}}}
A questo punto possiamo calcolare la distanza tra le componenti spaziali dei due eventi {\displaystyle x_{1}} e {\displaystyle x_{2}}:
{\displaystyle L=x_{2}^{(4)}-x_{1}^{(4)}=\gamma L'\left(1-\beta ^{2}\right)=L'{\sqrt {1-{\frac {v^{2}}{c^{2}}}}}}
In questo modo abbiamo ottenuto il risultato corretto. Bisogna prestare particolare attenzione quando si calcola la contrazione delle lunghezze in relatività ristretta, poiché si deve tener conto del fatto che eventi che sono simultanei in un sistema di riferimento, non è detto che rimangano tali in un altro.

## Prove sperimentali
Anche se la contrazione delle lunghezze non è mai stata osservata sperimentalmente su oggetti materiali macroscopici, fu verificata per la prima volta attraverso il celebre esperimento di Bruno Rossi e David B. Hall, che si focalizza sul decadimento dei muoni atmosferici. Dal punto di vista di un sistema di riferimento solidale con la Terra (osservatore del laboratorio), i muoni nascono a circa 10-15 km di altitudine; in effetti, la teoria della Relatività speciale prevede che, per un osservatore solidale con la particella, la distanza muone-Terra sia contratta e pari a 447-671 m nel momento in cui essi nascono per decadimento dei mesoni nell'alta atmosfera.
L'esperimento evidenzia che la vita media di un muone in quiete vale 2,4×10−6 s; poiché la particella ha una velocità che è circa il 99,8% di quella della luce nel vuoto, essa percorre in media 719 m prima di decadere e dunque può essere rivelata a bassa quota, anche a livello del mare, come confermato dall'esperimento. Si osservi che in termini classici questo non sarebbe possibile perché la distanza iniziale particella-Terra dovrebbe essere di alcuni chilometri.